# Platyninae
Sous-famille
Les Platyninae sont une sous-famille d'insectes de l'ordre des coléoptères.

## Tribus
- Omphreini Ganglbauer, 1891
- Platynini Bonelli, 1810
- Sphodrini

## Genres rencontrés en Europe
- Agelaea Gené, 1839
- Agonum Bonelli, 1810
- Amaroschema Jeannel, 1943
- Anchomenus Bonelli, 1810
- Anchomenidius Heyden, 1880
- Atranus LeConte, 1848
- Calathus Bonelli, 1810
- Cardiomera Bassi, 1834
- Calathidius Putzeys, 1873
- Dolichus Bonelli, 1810
- Galaicodytes Ortuño & Salgado, 2000
- Gomerina Bolivar y Pieltain, 1940
- Laemostenus Bonelli, 1810
- Licinopsis Bedel, 1899
- Limodromus Motschulsky, 1864
- Olisthopus Dejean, 1828
- Omphreus Dejean, 1828
- Oxypselaphus Chaudoir, 1843
- Paraeutrichopus Mateu, 1954
- Paranchus Lindroth, 1974
- Platyderus Stephens, 1827
- Platynus Bonelli, 1810
- Pseudanchomenus Tarnier, 1860
- Pseudomyas Uyttenboogaart, 1929
- Pseudoplatyderus Bolivar y Pieltain, 1940
- Pseudotaphoxenus Schaufuss, 1864
- Sericoda Kirby, 1837
- Sphodropsis Seidlitz, 1887
- Sphodrus Clairville, 1806
- Synuchidius Apfelbeck, 1908
- Synuchus Gyllenhal, 1810
- Taphoxenus Motschulsky, 1864

## Liste des tribus, sous-tribus et genres
Selon BioLib (6 mars 2019) :
- tribu des Omphreini Ganglbauer, 1891
  - genre Omphreus Dejean, 1828
- tribu des Platynini Bonelli, 1810
  - sous-tribu des Enoicina Basilewsky, 1985
    - genre Enoicus Péringuey, 1896
    - genre Phimus Péringuey, 1926

  - sous-tribu des Platynina Bonelli, 1810
    - genre Achaetocephala Habu, 1975
    - genre Aepsera Chaudoir, 1874
    - genre Agelaea Gené, 1839
    - genre Agonobembix Jeannel, 1948
    - genre Agonopsis A. Semenov, 1889
    - genre Agonoriascus Basilewsky, 1985
    - genre Agonorites Jeannel, 1951
    - genre Agonum Bonelli, 1810
    - genre Altagonum Darlington, 1952
    - genre Anchomenus Bonelli, 1810
    - genre Anchonymus D. Sharp, 1903
    - genre Anchotefflus D. Sharp, 1903
    - genre Andrewesius Andrewes, 1939
    - genre Aparupa Andrewes, 1930
    - genre Apteromesus D. Sharp, 1903
    - genre Archagonum Basilewsky, 1953
    - genre Arhytinus Bates, 1889
    - genre Atamuka Habu, 1978
    - genre Atelothrus D. Sharp, 1903
    - genre Atrachycnemis Blackburn, 1878
    - genre Atranus Leconte, 1848
    - genre Barypristus D. Sharp, 1884
    - genre Beckeria Jedlicka, 1931
    - genre Blackburnia D. Sharp, 1878
    - genre Bothrocolpodes Basilewsky, 1985
    - genre Broscomimus A. Semenov, 1906
    - genre Brosconymus D. Sharp, 1903
    - genre Bryanites Valentine, 1987
    - genre Callidagonum Lorenz, 1998
    - genre Cardiomera Bassi, 1834
    - genre Catacolpodes Basilewsky, 1985
    - genre Cerabilia Laporte, 1867
    - genre Chaetagonum Burgeon, 1933
    - genre Chalcomenus D. Sharp, 1903
    - genre Collagonum Baehr, 1995
    - genre Colpocaccus D. Sharp, 1903
    - genre Colpodes W.S. Macleay, 1825
    - genre Colpodiscus D. Sharp, 1903
    - genre Colpoides Jedlicka, 1931
    - genre Colpomimus Basilewsky, 1985
    - genre Colposphodrus Jedlicka, 1954
    - genre Coptoglossus Chaudoir, 1869
    - genre Ctenognathus Fairmaire, 1843
    - genre Cymenopterus Jeannel, 1948
    - genre Cyphocoleus Chaudoir, 1877
    - genre Cyrtopilus Basilewsky, 1985
    - genre Deltocolpodes Morvan, 1992
    - genre Dendragonum Jeannel, 1948
    - genre Derobroscus D. Sharp, 1903
    - genre Deropristus D. Sharp, 1903
    - genre Diacanthostylus Habu, 1978
    - genre Dicranoncus Chaudoir, 1850
    - genre Dirotus McLeay, 1825
    - genre Disenochus Blackburn, 1878
    - genre Dolichocolpodes Basilewsky, 1985
    - genre Dyscolus Dejean, 1831
    - genre Elliptoleus H.W. Bates, 1882
    - genre Epicolpodes Basilewsky, 1985
    - genre Euleptus Klug, 1833
    - genre Euplynes Schmidt-Goebel, 1846
    - genre Feroniascus Jeannel, 1951
    - genre Fortagonum Darlington, 1952
    - genre Galaicodytes Ortuńo & Salgado, 2000
    - genre Gastragonum Darlington, 1952
    - genre Glyptolenoides Perrault, 1991
    - genre Glyptolenus H.W. Bates, 1878
    - genre Habragonum Ueno, 1964
    - genre Hannaphota Landin, 1955
    - genre Haplocolpodes Jeannel, 1951
    - genre Haplopeza Boheman, 1848
    - genre Hemiplatynus Casey, 1920
    - genre Hikosanoagonum Habu, 1954
    - genre Idiagonum Darlington, 1952
    - genre Idiastes Andrewes, 1931
    - genre Idiocolpodes Basilewsky, 1985
    - genre Incagonum Liebherr, 1994
    - genre Iridagonum Darlington, 1952
    - genre Ja Ueno, 1955
    - genre Jocqueius Basilewsky, 1988
    - genre Jujiroa Ueno, 1952
    - genre Kaszabellus Jedlicka, 1954
    - genre Klapperichella Jedlicka, 1955
    - genre Laevagonum Darlington, 1952
    - genre Lepcha Andrewes, 1930
    - genre Leptacolpodes Basilewsky, 1985
    - genre Leptagonum Kolbe, 1898
    - genre Letouzeya Bruneau de Miré, 1982
    - genre Liagonum Jeannel, 1948
    - genre Liamegalonychus Basilewsky, 1963
    - genre Limodromus Motschulsky, 1864
    - genre Liocolpodes Basilewsky, 1985
    - genre Lithagonum Darlington, 1952
    - genre Lobocolpodes Basilewsky, 1985
    - genre Lorostema Motschulsky, 1864
    - genre Loxocrepis Eschscholtz, 1829
    - genre Maculagonum Darlington, 1952
    - genre Mauna Blackburn, 1884
    - genre Mecomenus D. Sharp, 1903
    - genre Mecostomus D. Sharp, 1903
    - genre Megalonychus Chaudoir, 1843
    - genre Mesocolpodes Basilewsky, 1985
    - genre Mesothriscus D. Sharp, 1903
    - genre Metacolpodes Jeannel, 1948
    - genre Metagonum Jeannel, 1948
    - genre Metromenus D. Sharp, 1903
    - genre Mexisphodrus Barr, 1965
    - genre Montagonum Darlington, 1952
    - genre Morimotoidius Habu, 1954
    - genre Mysticomenus D. Sharp, 1903
    - genre Nebriagonum Darlington, 1952
    - genre Negreum Habu, 1958
    - genre Neobatenus Jeannel, 1948
    - genre Neocolpodes Jeannel, 1948
    - genre Neodendragonum Brasilewsky, 1953
    - genre Neomegalonychus Jeannel, 1948
    - genre Nepalagonum Habu, 1973
    - genre Nesiocolpodes Jeannel, 1948
    - genre Nipponagonum Habu, 1978
    - genre Notagonum Darlington, 1952
    - genre Notocolpodes Basilewsky, 1985
    - genre Notoplatynus Moore, 1985
    - genre Olisthopus Dejean, 1828
    - genre Onotokiba Alluaud, 1927
    - genre Onycholabis H.W. Bates, 1873
    - genre Onypterygia Dejean, 1831
    - genre Orophicus Alluaud, 1925
    - genre Orthotrichus Peyron, 1856
    - genre Oxygonium Basilewsky, 1951
    - genre Oxypselaphus Chaudoir, 1843
    - genre Pachybatenus Basilewsky, 1973
    - genre Pachyferonia Jeannel, 1951
    - genre Paracolpodes Basilewsky, 1985
    - genre Paraliagonum Basilewsky, 1957
    - genre Paramegalonychus Basilewsky, 1953
    - genre Paranchodemus Habu, 1978
    - genre Paranchus Lindroth, 1974
    - genre Platyagonum Habu, 1978
    - genre Platynus Bonelli, 1810
    - genre Plaumannium Liebke, 1939
    - genre Plicagonum Darlington, 1952
    - genre Polychaetagonum Kryzhanovskij, 1993
    - genre Ponapagonum Darlington, 1970
    - genre Potamagonum Darlington, 1952
    - genre Prodisenochus D. Sharp, 1903
    - genre Promecoptera Dejean, 1831
    - genre Promegalonychus Basilewsky, 1953
    - genre Prophenorites Basilewsky, 1985
    - genre Prosphodrus Britton, 1959
    - genre Protocolpodes Basilewsky, 1985
    - genre Pseudanchomenus Tarnier in Morelet, 1860
    - genre Pseudobatenus Basilewsky, 1951
    - genre Pseudomegalonychus Basilewsky, 1950
    - genre Rupa Jedlicka, 1935
    - genre Sericoda Kirby in Richardson, 1837
    - genre Skoeda Morvan, 1995
    - genre Sophroferonia Alluaud, 1933
    - genre Speagonum Moore, 1977
    - genre Speocolpodes Barr, 1974
    - genre Speokokosia Alluaud, 1932
    - genre Stenocheila Laporte, 1832
    - genre Stenocnemus Mannherheim, 1837
    - genre Straneoa Basilewsky, 1953
    - genre Syletor Tschitscherine, 1899
    - genre Takasagoagonum Habu, 1977
    - genre Tanystoma Motschulsky, 1845
    - genre Tarsagonum Darlington, 1952
    - genre Tetraleucus Casey, 1920
    - genre Trogloagonum Casale, 1982
    - genre Violagonum Darlington, 1956
    - genre Vulcanophilus Heller, 1896
    - genre Xestagonum Habu, 1978
    - genre Yukihikous Habu, 1978
- tribu des Sphodrini
  - sous-tribu des Atranopsina Baehr, 1982
    - genre Amaroschema Jeannel, 1943
    - genre Amphimasoreus Piochard de la Brulerie, 1875
    - genre Atranopsis Baeher, 1982
    - genre Broter Andrewes, 1923
    - genre Gomerina Bolivar & Pieltain, 1940
    - genre Paraeutrichopus Mateu, 1954
    - genre Platyderus Stephens, 1827
    - genre Pseudomyas Uyttenboogaart, 1929
    - genre Pseudoplatyderus Bolivar & Pieltain, 1940

  - sous-tribu des Calathina Laporte, 1834
    - genre Calathus Bonelli, 1810
    - genre Lindrothius Kurnakov, 1961
    - genre Synuchidius Apfelbeck, 1908
    - genre Thermoscelis Putzeys, 1873

  - sous-tribu des Dolichina Brullé, 1834
    - genre Acalathus A. Semenov, 1889
    - genre Anchomenidius Heyden, 1880
    - genre Dolichus Bonelli, 1810
    - genre Morphodactyla A. Semenov, 1889
    - genre Xestopus Andrewes, 1937

  - sous-tribu des Pristosiina Lindroth, 1956
    - genre Pristosia Motschulsky, 1864

  - sous-tribu des Sphodrina Laporte, 1834
    - genre Calathidius Putzeys, 1873
    - genre Eosphodrus Casale, 1988
    - genre Eremosphodrus A. Semenov, 1909
    - genre Himalosphodrus Casale, 1988
    - genre Laemostenus Bonelli, 1810
    - genre Licinopsis Licinopsis Bedel, 1899
    - genre Miquihuana Barr, 1982
    - genre Pseudotaphoxenus Schaufuss, 1865
    - genre Reflexisphodrus Casale, 1988
    - genre Sphodropsis Seidlitz, 1887
    - genre Sphodrus Clairville, 1806
    - genre Stenolepta A. Semenov, 1889
    - genre Taphoxenus Motschulsky, 1864

  - sous-tribu des Synuchina Lindroth, 1956
    - genre Nipponosynuchus Morita, 1998
    - genre Parabroscus Lindroth, 1956
    - genre Synuchus Gyllenhal, 1810
    - genre Trephionus H.W. Bates, 1883